# Croix de Perriers-sur-Andelle
La croix de Perriers-sur-Andelle est un monument situé à Perriers-sur-Andelle, en France.

## Localisation
La croix se situe près de l'église.

## Historique
L'édifice, une  croix de cimetière, est daté du XVIe siècle.
La croix est inscrite comme monument historique depuis le 24 novembre 1961.